# Llano de la Chuparrosa
Llano de la Chuparrosa är en ort i Mexiko.   Den ligger i kommunen Cochoapa el Grande och delstaten Guerrero, i den sydöstra delen av landet, 260 km söder om huvudstaden Mexico City. Llano de la Chuparrosa ligger 2 237 meter över havet och antalet invånare är 148.
Terrängen runt Llano de la Chuparrosa är varierad. Runt Llano de la Chuparrosa är det ganska tätbefolkat, med 60 invånare per kvadratkilometer. Närmaste större samhälle är San Rafael, 7,8 km nordost om Llano de la Chuparrosa. I omgivningarna runt Llano de la Chuparrosa växer huvudsakligen savannskog.